# Бенто

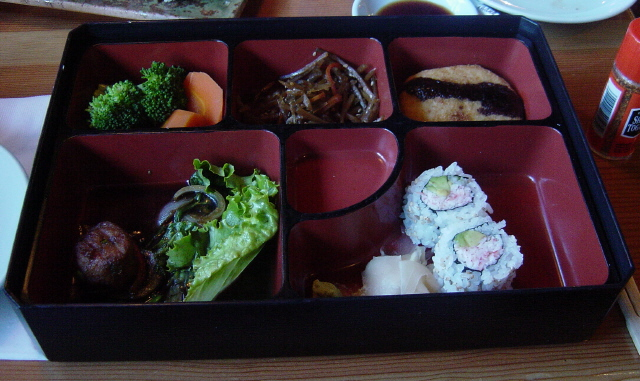
Бенто в ресторані.

Бенто (яп. 弁当, кириліз.: бенто:) — це ланч, уміщений у спеціальну коробочку з дерева, пластмаси або металу. Японці готують бенто самі або купують у супермаркетах та магазинах «24 години» (комбіні), на станціях і в спеціальних крамницях бенто-ясан, де продаються виключно бенто на будь-який смак. Загалом бенто — одна з культурних реалій життя в Японії. В середньому японець з'їдає не менше двох бенто на день.

## Історія виникнення
Історія бенто тягнеться своїм корінням в глибину століть. У стародавні часи готовий рис висушували на сонці і брали з собою в дорогу. Потім в нього додавали воду або окріп, він відмокав та перетворювався в кашоподібну масу. Навіть при відсутності води висушений таким чином рис міг вгамувати голод і додати сил мандрівникові або воїну. Називався такий рис хошіі і, як вважається, дав початок історії бенто.
Самі коробочки для бенто — бенто бако — увійшли в ужиток в епоху Адзучі-Момояма (2-га половина XVI століття). Винахідником вважається художник і каліграф Сьокадо Сьодзьо. Деякі з бенто, зроблені з дерева і майстерно вкриті лаковим розписом, є справжніми витворами мистецтва. На гравюрах тієї епохи відображені вишукані бенто, якими ласують аристократи під час ритуалу милування квітучими вишнями — ханамі. Сучасні коробочки бенто, що використовуються щодня, зазвичай виготовлені з пластмаси і широко продаються в будь-якому господарському відділі універмагу. Зображення на них можуть бути найрізноманітнішими і відповідати певній тематиці. Наприклад, квіти сакури означають, що таке бенто бако слід використовувати весною, листя клена — восени. Чорні коробочки з яскравими малюнками зазвичай застосовуються для особливих випадків. Візерунки на них іноді імітують стародавні техніки розпису по лаку, такі бенто бако найдорожчі. Також на коробочках для бенто можуть бути намальовані герої улюблених усіма аніме і манги, кумедні мультяшки — і тоді їх купують для дітей: світлих відтінків, в основному, рожевого — для дівчаток, темних — для хлопчиків. Дерев'яні бенто бако зі справжнім розписом використовуються під час урочистих виїздів за місто, приурочених до свят, і зберігаються в кожному будинку, передаючись із покоління в покоління як особлива реліквія.

### Наш час
Коли ж людина купує вже готовий ланч у супермаркеті, він зазвичай вміщений в бенто бако з пластика з прозорою кришкою, щоб було видно його вміст.
Японські домогосподарки, зазвичай, готують по декілька бенто щодня. Для цього їм потрібно прокинутись вдосвіта, адже необхідно встигнути приготувати ланч для всіх членів сім'ї до їхнього відходу з будинку, чоловіка — на роботу, дітей — до школи. До того ж у кожної людини є свої улюблені ласощі, що теж потрібно врахувати. Попри відносно невеликий обсяг окремо взятого бенто, зазвичай він надзвичайно різноманітний та подекуди містить до п'ятнадцяти різних видів страв, тому приготувати його зовсім не дешево. Дбайлива господиня повинна скласти ланч із корисних інгредієнтів, щоб вийшло оптимальне поєднання білків, вуглеводів і жирів. Приділяється увага й колірній гамі вмісту бенто. Уважні дружини та матері наповнюють коробочку інгредієнтами різних кольорів, що радує око і пробуджує апетит: наприклад, зеленню, помаранчевою морквою, білим рисом тощо. Жоден бенто не обходиться без солідної порції рису, адже для японця рис — те ж, що для українців — хліб.

## Види бенто

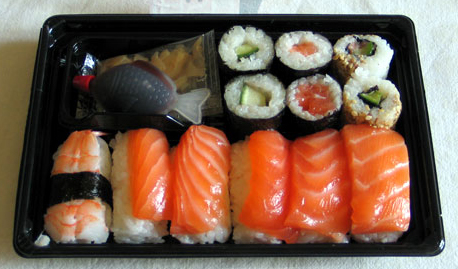
Сусідзуме

- Тюка бенто (яп. 中华 弁 当, тю: ка бенто:) — для цього виду бенто використовують китайську їжу.

- Камамесі бенто (яп. 釜 饭 弁 当, камамесі бенто:) — продається на залізничних станціях в префектурі Нагано. Бенто упаковано в глиняний горщик і підігріта. Глиняний горщик залишають як сувенір.

- Макуна-ути бенто (яп. 幕の内 弁当, макуноуті бенто:) — класичне бенто, що складається з рису і будь-яких інших продуктів, наприклад, маринованої уме (сливи), шматка смаженої риби, звареного круто яйця.

- Норібен (яп. 海苔 弁) — найпростіше бенто з рисом, покритим норі.

- Саке бенто (яп. 鲑 弁 当, саке бенто:) — просте бенто з рисом і лососем.

- Сідасі бенто (яп. 仕出し 弁当, сідасі бенто:) — готується в ресторанах і доставляється на обід за замовленням. Це бенто часто їдять в компанії, наприклад на похоронах або вечірках. Зазвичай містить традиційну японську їжу, наприклад темпура, рис і мариновані овочі. Сідасі бенто з європейською їжею також досить популярно.

- Сусідзуме (яп. 鮨詰め) — суші, упаковане у вигляді бенто.

- Торібен (яп. 鶏 弁) — бенто з курячим м'ясом.

- Деюкубен (яп. 塾 弁) — бенто школяра.

- Кярабен (яп. キャラ 弁) — бенто, зроблене у вигляді людей або звірів.

### Інші види

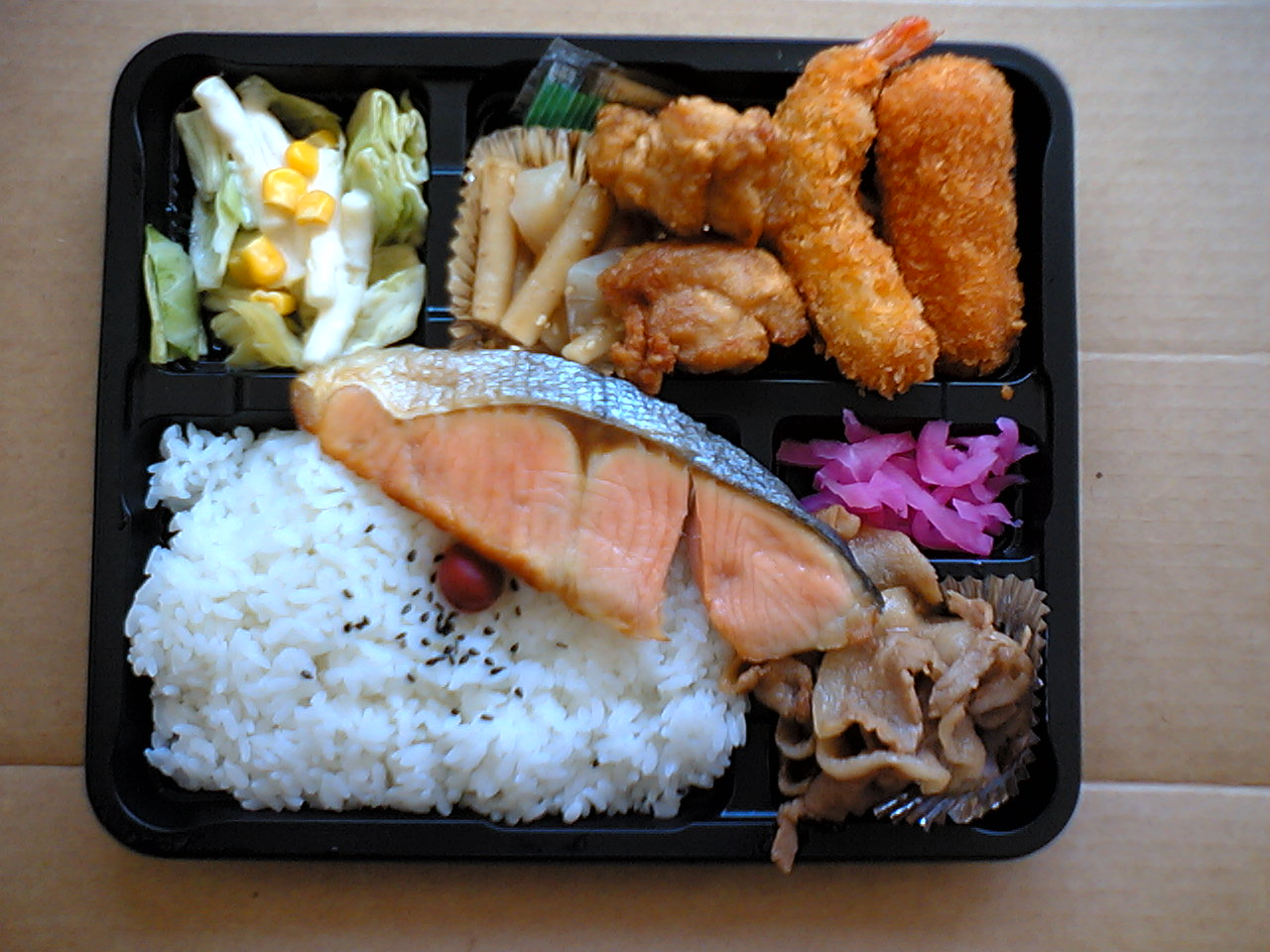

- Хаябен (яп. 早 弁) — буквально «швидке бенто», для дообіднього перекушування або полудня.

- Хокабен (яп. ホカ 弁) — так називається будь-який вид бенто, що доставляється особливим сервісом з доставки бенто, який називається «Хока-Хока Тей».

- Рейтіо Мікан (яп. 冷凍 ミカン, Рейтіо: Мікан) — заморожений мандарин, часто продаваний на залізничних станціях разом з екібеном. Це один з найстаріших десертів, що продаються на станціях.

- хіномару бенто (яп. 日の丸 弁当, хіномару бенто:) — бенто, в якому на білому вареному рисі лежить круглий шматок червоної моркви або маринованої сливи — уме. Свою назву бенто отримало від японського прапора хіномару, який і символізує таке бенто. Бенто з'явилося в ході Другої світової війни і повинно було показати патріотизм японців, а також їх незламний дух. Воно також було досить дешево, тому отримало в ході війни широке поширення.

## Цікаві відомості
У версії Юнікод а 6.0.0 був введений символ бенто ( 🍱 ,  U +1 F371 BENTO BOX  з набору  Miscellaneous Symbols And Pictographs ).

## Галерея

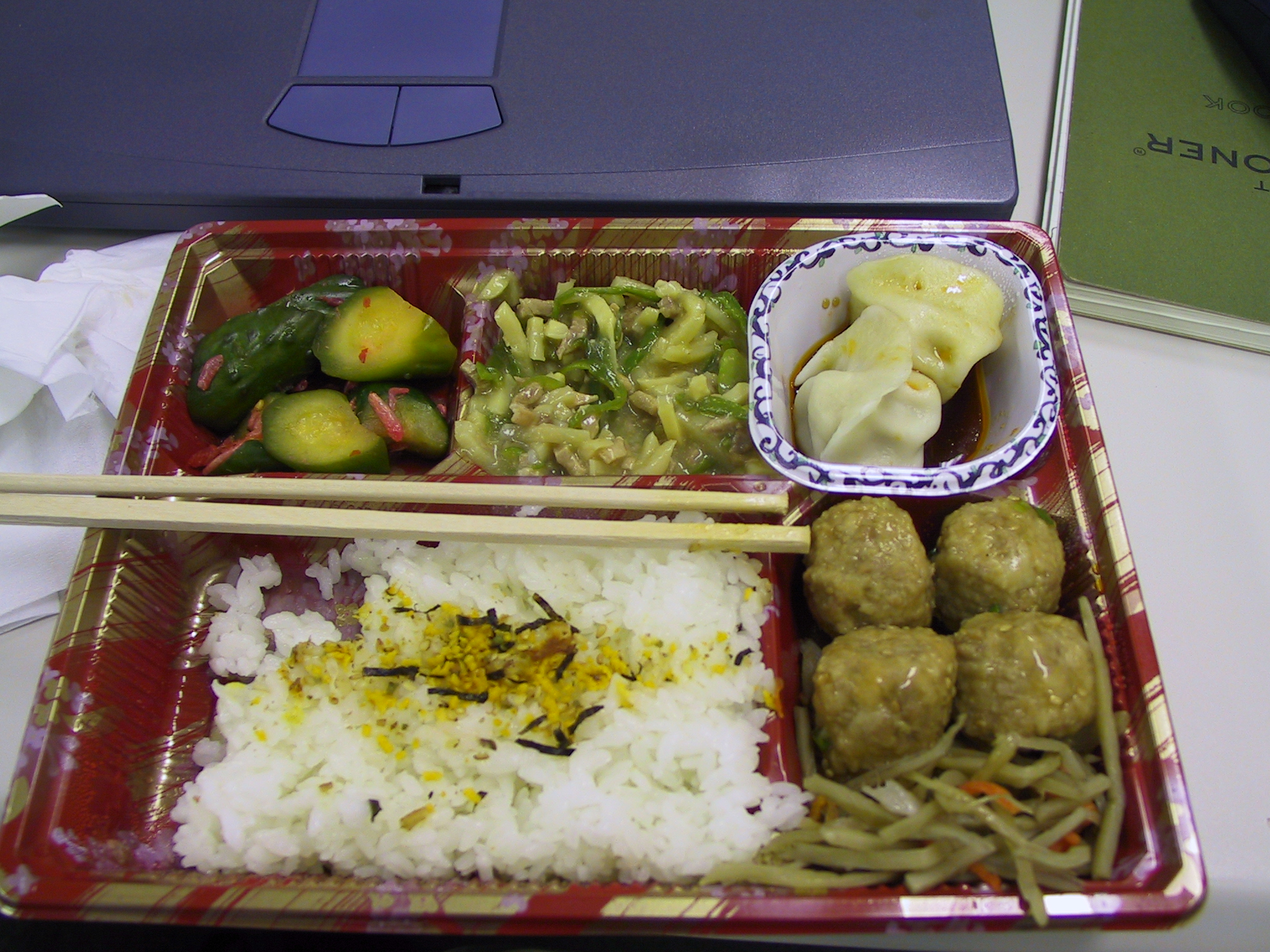
Бенто за 500 єн
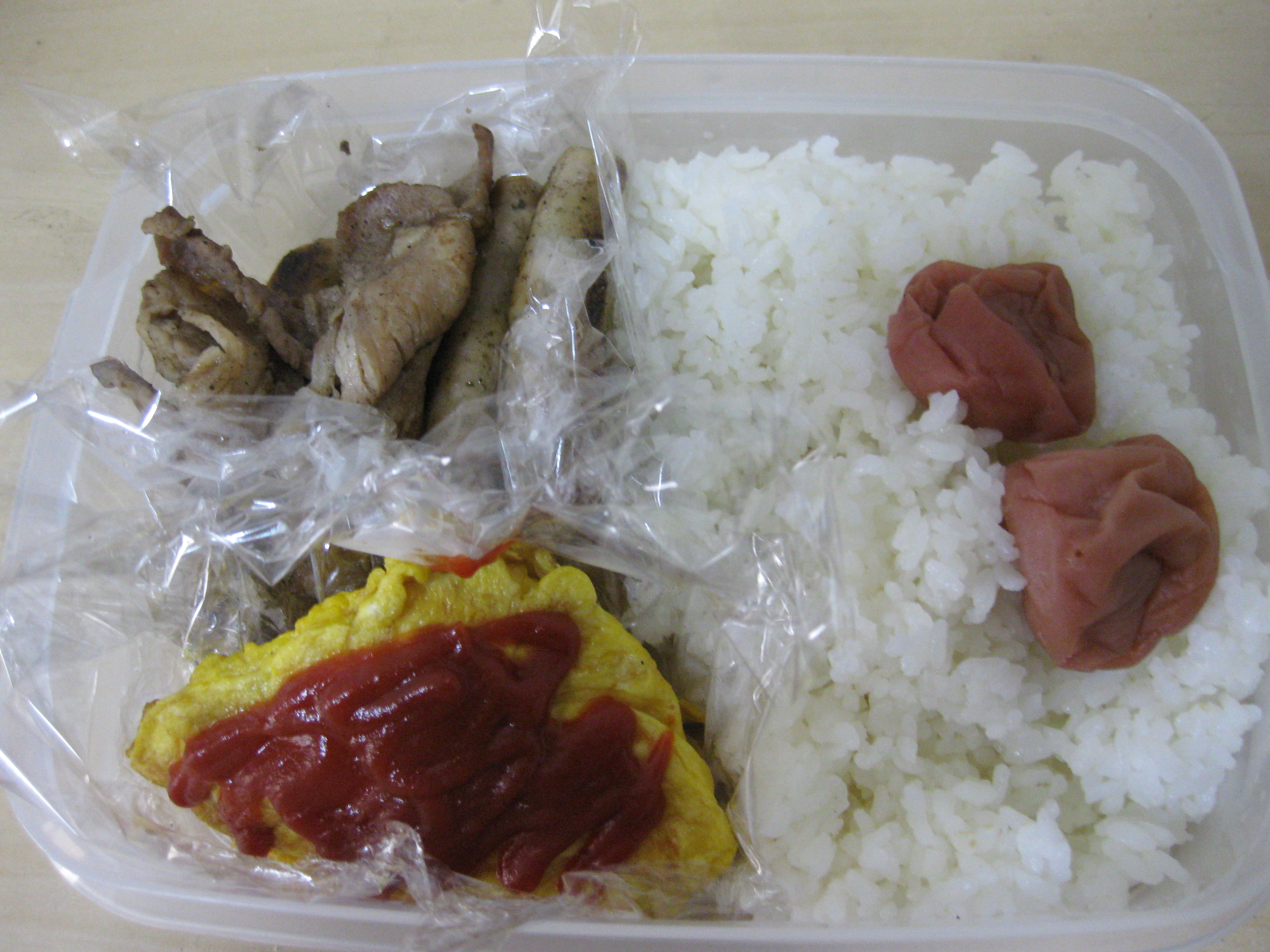
Умебосі бенто (бенто з маринованою сливою)
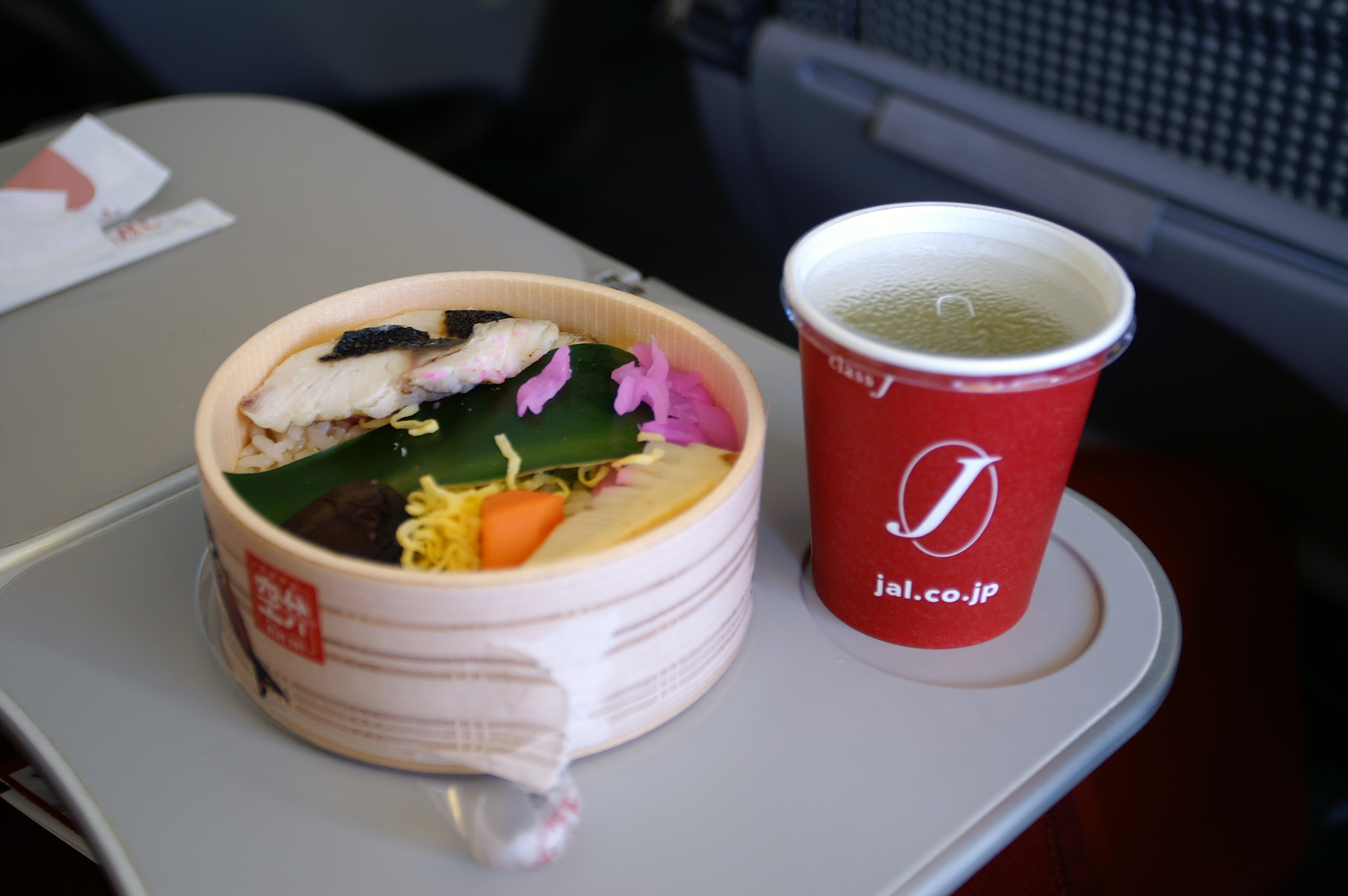
Сорабен — бенто з аеропорту
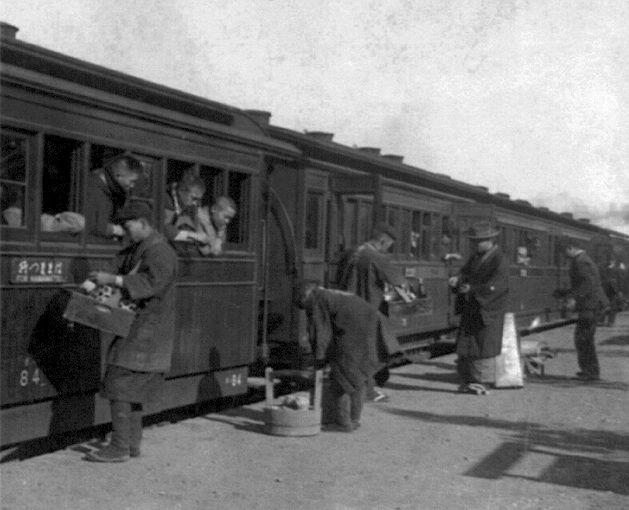
Розносники бенто на залізничній станції; бл. 1902 р.
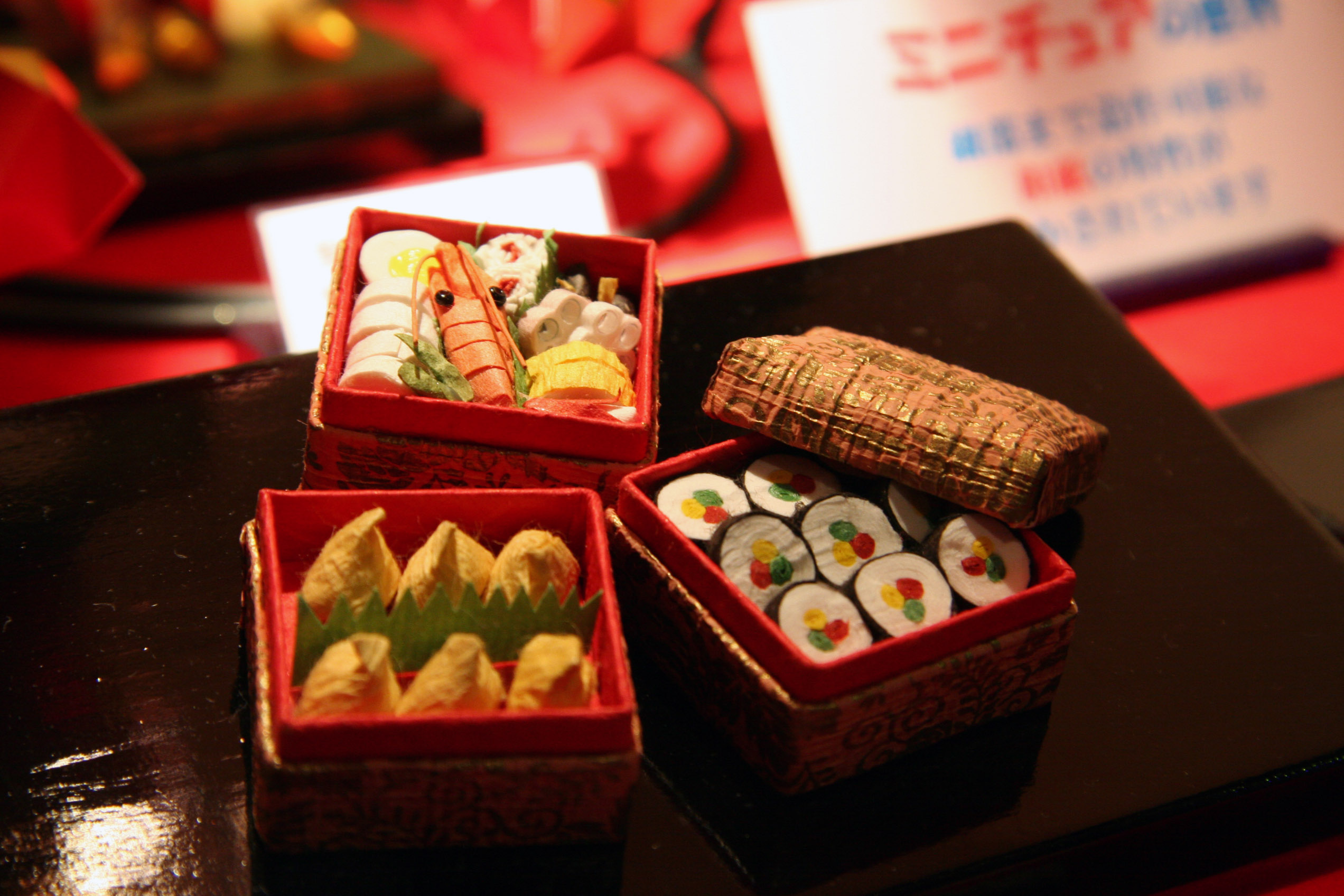
Оригамі у вигляді бенто
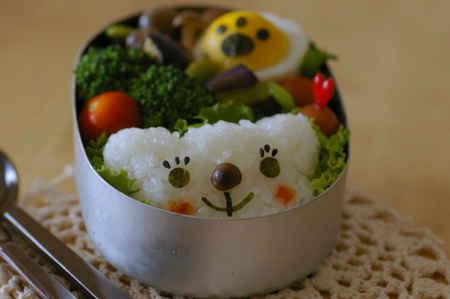
Кярабен з полярним ведмедем
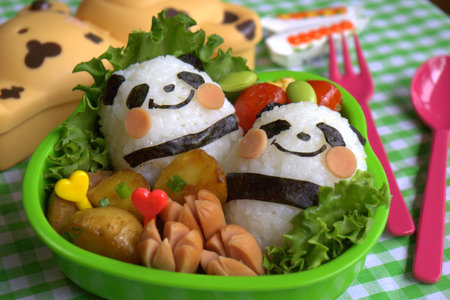
Кярабен з пандами
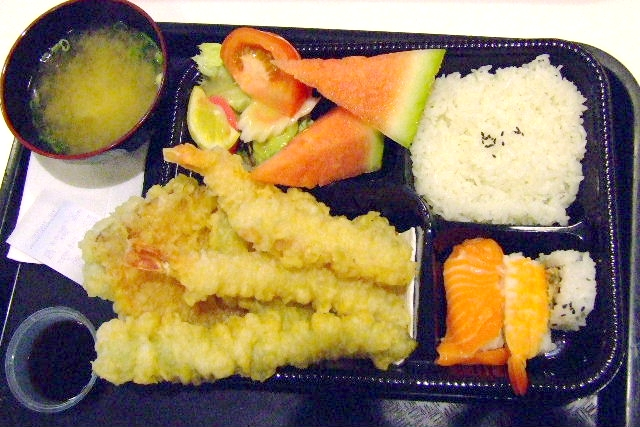
Темпура бенто